# 8차원 회전군
리 군론에서 8차원 회전군(八次元回轉群, 영어: eight-dimensional rotation group)은 8차원 유클리드 공간의, 원점을 보존하는 등거리 변환의 군 O(8) 또는 이와 관련된 군들을 말한다. 이는 삼중성(영어: triality)이라는 특별한 대칭을 갖는다.

## 정의
8차원 회전군은 8차원 실수 계수 직교군 {\displaystyle \operatorname {O} (8;\mathbb {R} )}이다. 그 딘킨 도표는
{\displaystyle \bullet -\bullet {\big \langle }{\textstyle \bullet  \atop \textstyle \bullet }}
이다. 이 그래프는 중심 밖의 꼭짓점의 순열에 대하여 3차 대칭군 {\displaystyle \operatorname {Sym} (3)} 대칭을 갖는데, 이를 삼중성(영어: triality)이라고 한다. 삼중성을 갖는 연결 딘킨 도표는 이것이 유일하다.
그 복소수 리 대수 {\displaystyle {\mathfrak {o}}(8;\mathbb {C} )}은 5개의 실수 형태를 갖는다. 이에 대응하는 리 군들은 다음이 있다.
| 킬링 형식의 부호수 | 기호     | 직교군 기호    | 사타케 도표                                                                                    | 보건 도표                                                                                  | 비고        |
| ------------------ | -------- | -------------- | ---------------------------------------------------------------------------------------------- | ------------------------------------------------------------------------------------------ | ----------- |
| (0,28)             |          | Spin(8)        | {\displaystyle \bullet -\bullet {\big \langle }{\textstyle \bullet \atop \textstyle \bullet }} | {\displaystyle \circ -\circ {\big \langle }{\textstyle \circ \atop \textstyle \circ }}     | 콤팩트 형태 |
| (7,21)             | D₄Ⅱ      | Spin(1,7)      | {\displaystyle \circ -\bullet {\big \langle }{\textstyle \bullet \atop \textstyle \bullet }}   | {\displaystyle \circ -\circ {\big \langle }{\textstyle \circ \atop \textstyle \circ }\}}   |             |
| (12,16)            | D₄Ⅱ, D₄Ⅲ | SO*(8)=SO(2,6) | {\displaystyle \circ -\circ {\big \langle }{\textstyle \bullet \atop \textstyle \bullet }}     | {\displaystyle \bullet -\circ {\big \langle }{\textstyle \circ \atop \textstyle \circ }}   |             |
| (15,13)            | D₄Ⅱ      | Spin(3,5)      | {\displaystyle \circ -\circ {\big \langle }{\textstyle \circ \atop \textstyle \circ }\}}       | {\displaystyle \bullet -\circ {\big \langle }{\textstyle \circ \atop \textstyle \circ }\}} |             |
| (16,12)            | D₄Ⅰ      | Spin(4,4)      | {\displaystyle \circ -\circ {\big \langle }{\textstyle \circ \atop \textstyle \circ }}         | {\displaystyle \circ -\bullet {\big \langle }{\textstyle \circ \atop \textstyle \circ }}   | 분할 형태   |

## 성질

### 콤팩트 형태
Spin(8)의 최소 스피너는 8차원 왼쪽·오른쪽 마요라나-바일 스피너이다. 이는 8차원 벡터 표현과 같은 크기이며, 삼중성은 이 세 표현 위에 작용한다.
Spin(8)의 군의 중심은 클라인 4원군
{\displaystyle \operatorname {Z} (\operatorname {Spin} (8))\cong \operatorname {Cyc} (2)\oplus \operatorname {Cyc} (2)}
이며, 이는 유한체 {\displaystyle \mathbb {F} _{2}} 위의 2차원 벡터 공간 {\displaystyle \mathbb {F} _{2}^{\oplus 2}}의 벡터들의 덧셈군으로 여겨질 수 있다. 이 군의 자기 동형군은
{\displaystyle \operatorname {Aut} \left(\operatorname {Z} (\operatorname {Spin} (8))\right)\cong \operatorname {GL} (2;\mathbb {F} _{2})\cong \operatorname {Sym} (3)}
이다. 구체적으로, {\displaystyle \mathbb {F} _{2}^{\oplus 2}}는 영벡터가 아닌 세 개의 벡터 (0,1), (1,0), (1,1)을 갖는데, 자기 동형군은 이 위의 순열로서 작용한다.
특수 직교군 {\displaystyle \operatorname {SO} (8;\mathbb {R} )}에서, 이 중심군은 {\displaystyle \operatorname {Cyc} (2)}로 깨지며, 이에 따라 삼중성 역시 깨지게 된다. 이는 스피너가 특수 직교군의 표현을 이루지 못함에 대응한다.
물론, 모든 중심을 몫군을 취해 없애 사영 특수 직교군 {\displaystyle \operatorname {PSO} (8;\mathbb {R} )}을 취하면, 다시 삼중성이 존재하게 된다. 이는 벡터 표현 또한 사영 특수 직교군의 표현을 이루지 못함에 대응한다.

### 분할 형태
{\displaystyle \operatorname {SO} ^{+}(4,4)}의 군의 중심은 {\displaystyle \operatorname {Cyc} (2)}이며, 위상수학적으로 그 호모토피 유형은 {\displaystyle \operatorname {SO} (4)\times \operatorname {SO} (4)}이므로, 그 기본군은 {\displaystyle \operatorname {Cyc} (2)\oplus \operatorname {Cyc} (2)}이다. 다시 말해, {\displaystyle \operatorname {SO} ^{+}(4,4)}의 범피복군의 군의 중심은
{\displaystyle \operatorname {Cyc} (2)\oplus \operatorname {Cyc} (2)\oplus \operatorname {Cyc} (2)\cong \mathbb {F} _{2}^{\oplus 3}}
이다. 그 자기 동형군은 크기 168의 유한 단순군
{\displaystyle \operatorname {GL} (3;\mathbb {F} _{2})\cong \operatorname {PSL} (2;\mathbb {F} _{7})}
이며, 삼중성은 그 위에 작용한다.
Spin(4,4)의 최소 스피너는 8차원 실수 왼쪽·오른쪽 마요라나-바일 스피너이다. 삼중성은 이 두 스피너와 8차원 벡터 표현 위에 작용한다.

### SO(3,5)
Spin(3,5)의 최소 스피너는 복소수 8차원 왼쪽·오른쪽 바일 스피너 또는 실수 16차원 마요라나 스피너이다.
{\displaystyle \operatorname {SO} (3,5)}의 범피복군의 군의 중심은 마찬가지로 {\displaystyle \operatorname {Cyc} (2)\oplus \operatorname {Cyc} (2)\oplus \operatorname {Cyc} (2)}이다.

### SO(2,6) = SO*(8)
실수 리 대수 {\displaystyle {\mathfrak {o}}(2,6)}은 {\displaystyle {\mathfrak {o}}^{*}(8)}과 일치한다. 이에 대응하는 리 군의 최소 스피너는 4차원 왼쪽·오른쪽 바일 스피너이다. 이는 (1,5)차원 민코프스키 공간의 등각군으로 해석될 수 있다.
동형 사상
{\displaystyle {\mathfrak {o}}(2,6)\cong {\mathfrak {o}}^{*}(8)}
은 6차원 회전군의 동형 사상
{\displaystyle {\mathfrak {su}}(1,3)\cong {\mathfrak {o}}^{*}(6)}
을 확장시킨다.

### 로런츠 형태 SO(1,7)
실수 리 대수 {\displaystyle {\mathfrak {o}}(1,7)}은 실수 16차원 마요라나 스피너 및 복소수 8차원 바일 스피너를 갖는다. 이는 6차원 유클리드 공간의 등각군으로 해석될 수 있다.

## 같이 보기
- 클리퍼드 대수
- G₂

## 참고 문헌
- Adams, John Frank (1981). 〈Spin(8), Triality, F4 and all that〉.   Hawking, Stephen; Roček, Martin. 《Superspace and supergravity》 (영어). Cambridge University Press. 435–445쪽.